# 애슐리 그린
애슐리 그린(Ashley Greene, 1987년 2월 21일 ~ )은 미국의 배우, 모델이다. 《트와일라잇 영화 시리즈》에서 앨리스 컬렌 역으로 잘 알려져 있다.

## 출연 작품
- 2025 더 리추얼, 주연 로즈 수녀 역
- 2021 원샷, 주연
- 2017 액시던트 맨, 주연 찰리 아담스 역
- 2016 샹그릴라 스위트, 주연 프리실라 프레슬리 역 / 퍼펙트 크리에이션, 주연 테레사 역 / 승부 없는 싸움 조연
- 2015 맥스 & 미, 주연 레이첼 역 (목소리)
- 2014 엑스, 주연 에블린 역 / 스태튼 아일랜드 썸머, 조연 크리스털 매니구치 역
- 2013 CBGB, 주연
- 2012 더 애퍼리션, 주연 켈리 역 / LOL, 주연 애슐리 역 / 브레이킹 던 part2, 주연 앨리스 컬렌 역
- 2011 펜 암, 조연 아만다 메이슨 역 / 워리어스 하트, 주연 / 버터, 주연 케이틀린 피커 역 / 브레이킹 던 part1, 주연 앨리스 컬렌 역
- 2010 라디오 프리 앨브무스, 조연 / 스케이트랜드, 주연 / 이클립스, 주연 앨리스 컬렌 역
- 2009 썸머스 블러드, 주연 / 뉴 문, 주연 앨리스 컬렌 역
- 2008 오티스, 조연 / 트와일라잇, 주연 앨리스 컬렌 역
- 2007 업 클로즈 위드 캐리 키건, 단역 / 킹 오브 캘리포니아, 단역
- 2006 디자이어, 조연
- 2003 지미 카멜 라이브!, 단역